# Сапожнін Володимир Володимирович
Сапожнін Володимир Володимирович  (ест. Vladimir Sapožnin, нар. 26 липня 1906 року, Суми, Сумський повіт, Харківської губернії (тепер Сумська обл. України) — пом. 6 грудня 1996 року, Таллінн, Естонія) — український, естонський і радянський артист цирку та естради, джазовий музикант, скрипаль, танцюрист, кіноактор, співак. 
Заслужений артист Естонської РСР. Виступав під псевдонімом «Боба».

## Біографія
Народився в сім'ї артистів цирку, які виступали під прізвищем Бояновські.
З п'ятирічного віку виступав у цирку, клоун-музикант, еквілібрист, жонглер, грав на музичних інструментах. За сімейними переказами, виступаючи у санкт-петербурзькому Цирку Чінізеллі, сподобався імператору Миколі II, від якого отримав у подарунок іграшкову дерев'яну фортецю і набір олов'яних солдатиків, які поклали початок його колекціонуванню іграшок (ця колекція іграшок зберігається в Тартуському музеї іграшок, а музичні інструменти — в Естонському музеї театру і музики).
У 1920 році вступив до Московської консерваторії, навчався по класу скрипки. У 1923 році родина переїхала в Естонію. Виступав з сім'єю, один, та з сестрою Надією, а з 1934 по 1948 рік — з сестрою Валею. Пародіював Армстронга і Утьосова, імітував джазові інструменти, виконував джазові попурі, грав на концертіно, ксилофоні, губній гармошці, губному органі, танцював степ, співав і говорив на різних мовах.
У 1925 році виїхав на один рік за контрактом в Америку. Надалі багато гастролював у різних країнах.
У 1936 році закінчив Таллинскую консерваторію по класу скрипки екстерном.
Під час Другої світової війни був мобілізований в Червону Армію, потрапивши під бомбардування, не зміг прибути до місця призначення і знову повернувся в Таллінн, де продовжив сольні виступи, диригував джазовим оркестром, виступав у вар'єте, кабаре.
З 1944 року — соліст Естонської державної філармонії, виступав як імітатор звуків і мультиінструменталіст. Нетривалий час очолював Державний джаз-оркестр Естонської РСР (майбутній Естрадний оркестр Естонського радіо), встигнувши виступити з цим колективом у Москві та Ленінграді, а також записатися на пластинки, які надійшли в продаж лише наприкінці 1950-х рр. Згодом джазові критики визнавали, що оркестр п/у В. В. Сапожнина був у числі ансамблів, які займали лідируючи позиції в радянському оркестровому джазі середини 1940-х років, демонструючи справжній професіоналізм і високу майстерність у виконанні музики в стилі свінг. Сам Сапожнин впевнено працював в стилі Джо Венуті та Стефана Граппеллі.
У 1980-ті роки — популярний соліст вар'єте в Талліні, близько 20 років пропрацював у готелі «Viru».
В останні роки життя працював у РАЦСі та грав у кафе «Москва» на площі Свободи (Вабадусе, 10).
Похований в Таллінні на Олександро-Невському цвинтарі, комплекс Siselinna kalmistu (ділянка AN II-2)

## Фільмографія
- 1984 — Дві пари і самотність (ест. Kaks paari ja üksindus) — знайомий місіс Паркер
- 1972 — Вид на проживання — психоаналітик
- 1970 — Вкрали Старого Тоомаса — перехожий у береті, меломан

## Відомі адреси
Таллінн, Вана-Віру, 10

## Родина
Дружина — Марія Василівна, син — Олег